# Barlee
Barlee (anglicky Lake Barlee) je slané vysychající jezero v aridní oblasti v Austrálii. Nachází se 65 km jihovýchodně od Youanmi a 160 km severně od Bullfinchu. Má rozlohu 1980 km² a je druhým největším jezerem v Západní Austrálii. Měří ze západu na východ 100 km a ze severu na jih přibližně 80 km.

## Vodní režim
Jezero je obvykle vyschlé. Naplňuje se průměrně jedenkrát za deset let a voda v něm vydrží méně než rok.

## Historie
Jezero objevil John Forrest 18. května 1869 při pátrání po ztraceném cestovateli Ludwigu Leichhardtovi. Forrestova expedice uvízla v močálech při cestě přes slané jezero. Po vyproštění koní jí překonání jezera trvalo týden. 25. května vystoupali na Yeedie Hill a uviděli skutečnou velikost jezera. Pojmenovali ho po Fredericku Barleem koloniálním správci Západní Austrálie.